# Porajów (przystanek kolejowy)
Porajów – zlikwidowany przystanek osobowy w Porajowie, położony w województwie dolnośląskim, w powiecie zgorzeleckim, w gminie Bogatynia.
Przystanek leży na tranzytowej linii kolejowej z Czech do Niemiec, ostatnie regularne połączenia odbywały się przed wojną kiedy to istniała tu infrastruktura kolejowa. 5 grudnia 2009 z okazji 150. rocznicy uruchomienia linii kolejowej Liberec – Hradek nad Nysą – Zittau w Porajowie zatrzymał się po raz pierwszy od 1945 roku pociąg pasażerski. Pociągiem podróżowali m.in. przedstawiciele samorządów Hradka, Zittau i Bogatyni. Przejazd zorganizowano w intencji włączenia Porajowa (jako przystanku kolejowego) w ruchu międzynarodowym.